# 1. FC Nürnberg
Az 1. FC Nürnberg egy német labdarúgócsapat, melynek székhelye Nürnberg városában van. A csapat eddig kilenc alkalommal hódította el a német bajnoki címet.

## Eredményei

### Nemzeti szinten
- Bundesliga: 9
  - 1920, 1921, 1924, 1925, 1927, 1936, 1948, 1961, 1968
- Bundesliga 2: 3
  - 1985, 2001, 2004
- Német (DFB) Kupa: 4
  - 1935, 1939, 1962, 2007

### Nemzetközi szinten
- Kupagyőztesek Európa Kupája elődöntős: 1
  - 1963

## Híres játékosok
| - Frank Baumann - Michael Beauchamp - Jaromír Blažek - Breno - Albert Bunjaku - Cacau - Tomáš Galásek - Vratislav Greško - İlkay Gündoğan - Ángelosz Harisztéasz | - Lars Jacobsen - David Jarolím - Darius Kampa - Joshua Kennedy - Stefan Kießling - Timm Klose - Jan Koller - Robert Kovač - Jacek Krzynówek - Samuel Kuffour | - Pavel Kuka - Zvjezdan Misimović - Håvard Nordtveit - Andreas Ottl - Tomáš Pekhart - Szabó Péter - Julian Schieber - Mariusz Stępiński - Róbert Vittek - Philipp Wollscheid |

## Stadion

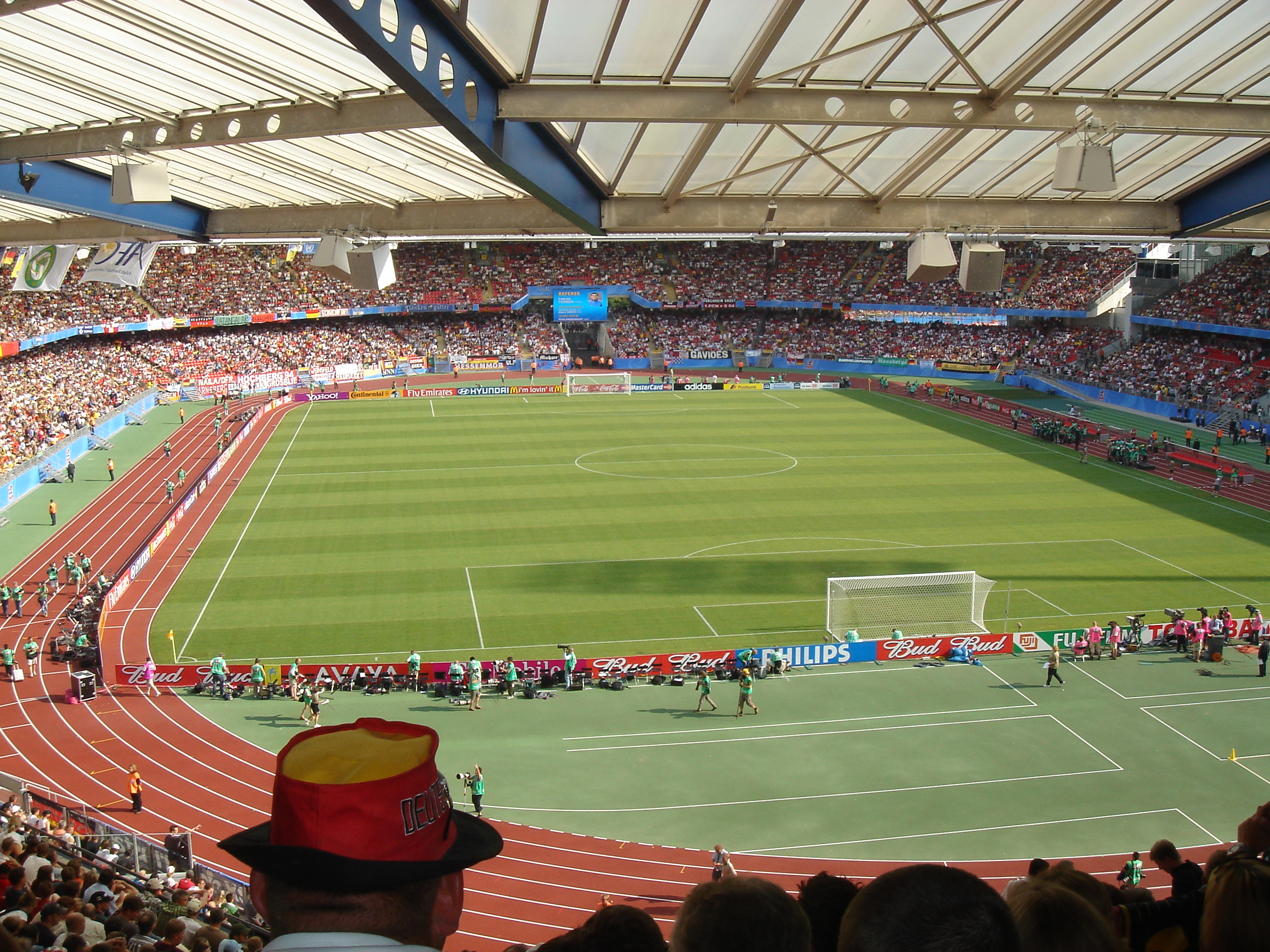
Frankenstadion (2005)

A csapat az 1928-ban épült, és a város tulajdonában lévő Frankenstadionban játssza hazai mérkőzéseit. A jelenleg 50 ezer néző befogadására alkalmas létesítményt 1991-ig Städtisches Stadionnak (városi stadionnak) nevezték, 2012-től a Grundig-Stadion nevet viseli.

A 2006-os labdarúgó világbajnokság során a stadionban öt mérkőzést rendeztek, köztük a Portugália-Hollandia nyolcaddöntős összecsapást.

## Jelenlegi keret
2019. július 31. szerint
| 01 | Patric Klandt      | Németország |
| 22 | Felix Dornebusch   | Németország |
| 26 | Christian Mathenia | Németország |
| 30 | Andreas Lukse      | Ausztria    |

| 04 | Asger Sørensen    | DEN         |
| 06 | Tim Handwerker    | Németország |
| 15 | Fabian Nürnberger | Németország |
| 22 | Enrico Valentini  | Németország |
| 25 | Oliver Sorg       | Németország |
| 28 | Lukas Mühl        | Németország |
| 33 | Georg Margreitter | Ausztria    |

| 05 | Johannes Geis     | Németország |
| 08 | Nikola Dovedan    | Ausztria    |
| 10 | Sebastian Kerk    | Németország |
| 16 | Adam Gnezda Čerin | Szlovénia   |
| 17 | Robin Hack        | Németország |
| 18 | Hanno Behrens     | Németország |
| 20 | Lukas Jäger       | Ausztria    |
| 29 | Patrick Erras     | Németország |
| 31 | Ondřej Petrák     | Csehország  |
| 35 | Alexander Fuchs   | Németország |
| 40 | Iuri Medeiros     | POR         |

| 07 | Felix Lohkemper    | Németország |
| 09 | Mikael Ishak       | SWE         |
| 11 | Adam Zreľák        | Szlovákia   |
| 14 | Michael Frey       | Svájc       |
| 23 | Fabian Schleusener | Németország |
| 24 | Virgil Misidjan    | Hollandia   |

## Edzők
A Nürnberg edzői 1960-tól
| - Herbert Widmayer (1960-63) - Csaknády Jenő (1963-64) - Gunter Baumann (1964-65) - Csaknády Jenő (1965-66) - Vincze Jenő (1966) - Max Merkel (1967-69) - Robert Körner (1969) - Kuno Klötzer (1969-70) - Thomas Barthel (1970-71) - Slobodan Mihajlović (1971) - Fritz Langner (1971) - Zlatko Čajkovski (1971-73) - Hans Tilkowski (1973-76) - Horst Buhtz (1976-78) - Werner Kern (1978) - Robert Gebhardt (1978-79) - Jeff Vliers (1979) - Robert Gebhardt (1979-80) - Horst Heese (1980-81) | - Fritz Popp (1981) - Fred Hoffmann (1981) - Heinz Elzner (1981) - Udo Klug (1981-83) - Rudi Kröner (1983) - Fritz Popp (1983) - Heinz Höher (1984-88) - Hermann Gerland (1988-90) - Dieter Lieberwirth (1990) - Arie Haan (1990-91) - Willi Entenmann (1991-93) - Dieter Renner (1993-94) - Rainer Zobel (1994) - Günter Sebert (1995) - Hermann Gerland (1995-96) - Willi Entenmann (1996-97) - Felix Magath (1997-98) - Willi Reimann (1998) - Thomas Brunner (1998) | - Friedel Rausch (1999-00) - Thomas Brunner (2000) - Klaus Augenthaler (2000-03) - Wolfgang Wolf (2003-05) - Dieter Lieberwirth (2005) - Hans Meyer (2005-08) - Thomas von Heesen (2008) - Michael Oenning (2008-09) - Dieter Hecking (2009-12) - Michael Wiesinger és Armin Reutershahn (2012-13) - Roger Prinzen (2013) - Gertjan Verbeek (2013-14) - Roger Prinzen (2014) - Valérien Ismaël (2014) - René Weiler (2014-16) - Alois Schwartz (2016-2017) - Michael Köllner (2017-2019) - Damir Canadi (2019) - Jens Keller (2019-) |